# Хантер (Тенеси)
Хантер (енгл. Hunter) насељено је место без административног статуса у америчкој савезној држави Тенеси.

## Демографија
По попису из 2010. године број становника је 1.854, што је 288 (18,4%) становника више него 2000. године.
| Група             | 2000.         | 2010.         |
| Белци             | 1.538 (98,2%) | 1.815 (97,9%) |
| Афроамериканци    | 2 (0,1%)      | 0 (0,0%)      |
| Азијати           | 2 (0,1%)      | 2 (0,1%)      |
| Хиспаноамериканци | 18 (1,1%)     | 28 (1,5%)     |
| Укупно            | 1.566         | 1.854         |